# Yanghe (köpinghuvudort i Kina, Liaoning Sheng, lat 40,06, long 123,41)
Yanghe är en köpinghuvudort i Kina. Den ligger i provinsen Liaoning, i den nordöstra delen av landet, omkring 190 kilometer söder om provinshuvudstaden Shenyang. Antalet invånare är 15 923. Befolkningen består av 7 788 kvinnor och 8 135 män. Barn under 15 år utgör 14,0 %, vuxna 15-64 år 74 %, och äldre över 65 år 11,0 %.
Runt Yanghe är det ganska tätbefolkat, med 222 invånare per kvadratkilometer. Yanghe är det största samhället i trakten. Omgivningarna runt Yanghe är en mosaik av jordbruksmark och naturlig växtlighet.
Genomsnittlig årsnederbörd är 1 190 millimeter. Den regnigaste månaden är juli, med i genomsnitt 387 mm nederbörd, och den torraste är januari, med 8 mm nederbörd.